# Stereopathetic Soulmanure
Stereopathetic Soulmanure är det andra studioalbumet av Beck, utgivet 22 februari 1994 på Flipside Records, en vecka före hans Geffen-debut Mellow Gold. Det innehåller en samling lo-fi-betonade inspelningar gjorda mellan 1988 och 1993.

## Låtlista
1. "Pink Noise (Rock Me Amadeus)" - 2:57
2. "Rowboat" - 3:45
3. "Thunder Peel" - 1:48
4. "Waitin' for a Train" - 1:08
5. "The Spirit Moves Me" - 2:10
6. "Crystal Clear (Beer)" - 2:29
7. "No Money No Honey" - 2:13
8. "'8.6.82'" - 0:37
9. "Total Soul Future (Eat It)" - 1:48
10. "One Foot in the Grave" - 2:14
11. "Aphid Manure Heist" - 1:29
12. "Today Has Been a Fucked Up Day" - 2:34
13. "Rollins Power Sauce" - 1:54
14. "Puttin It Down" - 2:23
15. "'11.6.45'" - 0:30
16. "Cut 1/2 Blues" - 2:37
17. "Jagermeister Pie" - 1:07
18. "Ozzy" - 2:05
19. "Dead Wild Cat" - 0:25
20. "Satan Gave Me a Taco" - 3:46
21. "'8.4.82'" - 0:26
22. "Tasergun" - 3:51
23. "Modesto" - 3:27